# Roberto Pineda Duque
Roberto Pineda Duque (El Santuario (Antioquia), 29 de agosto de 1910-Bogotá, 14 de noviembre de 1977) fue un compositor colombiano.
Estudió música en el Instituto de Bellas Artes de Medellín, durante esta época fue maestro de capilla de la Iglesia de San José. En 1942 integró el Conservatorio de Cali. Entre 1957 y 1959 vivió en Bogotá desempeñándose como profesor de órgano, armonía y composición en el Conservatorio Nacional de Colombia y como maestro de capilla en la Iglesia de las Nieves. Posteriormente viajó a Nueva York para estudiar en la Escuela Juilliard. En 1960 obtuvo el Premio del Sesquicentenario de Bogotá con un Concierto para Piano y Orquesta. A partir de 1973 fue el director de la Orquesta Sinfónica de Colombia, hasta que falleció el 14 de noviembre de 1977 por un infarto cardíaco.
Sus obras abarcan 172 composiciones, entre las cuales se destaca el réquiem para coro y capella compuesto en 1941, la ópera "La Vidente de la Colonia" compuesta en 1946, el himno de Bogotá compuesto en 1974, algunos conciertos y canciones folclóricas.